# Stewart Hadley
Stewart Hadley (sinh ngày 30 tháng 12 năm 1973) là một cựu cầu thủ bóng đá người Anh thi đấu ở Football League cho Kidderminster Harriers và Mansfield Town.